# Halmstad (comune)
Halmstad è un comune svedese di 91 800 abitanti, situato nella contea di Halland. Il suo capoluogo è la città omonima, capoluogo della contea di Halland.

## Località
Nel territorio comunale sono comprese le seguenti aree urbane (tätort):
| #  | Località       | Popolazione |
| -- | -------------- | ----------- |
| 1  | Halmstad       | 55 688      |
| 2  | Oskarström     | 4 011       |
| 3  | Fyllinge       | 2 830       |
| 4  | Getinge        | 1 885       |
| 5  | Frösakull      | 1 635       |
| 6  | Trönninge      | 1 555       |
| 7  | Åled           | 1 536       |
| 8  | Harplinge      | 1 454       |
| 9  | Gullbrandstorp | 1 435       |
| 10 | Haverdal       | 1 401       |
| 11 | Kvibille       | 793         |
| 12 | Steninge       | 769         |
| 13 | Gullbranna     | 727         |
| 14 | Eldsberga      | 717         |
| 15 | Villshärad     | 628         |
| 16 | Simlångsdalen  | 577         |
| 17 | Laxvik         | 469         |
| 18 | Holm           | 462         |
| 19 | Sennan         | 430         |
| 20 | Tylösand       | 387         |
| 21 | Skedala        | 355         |

## Amministrazione

### Gemellaggi
- Hangö
- Stord
- Gentofte